# Szlak im. Zygmunta Kleszczyńskiego

Szlak im. Zygmunta Kleszczyńskiego – żółty znakowany szlak turystyczny w województwie śląskim o długości 12 km.
Szlak został nazwany przez Zarząd Oddziału PTTK w Bytomiu imieniem Zygmunta Kleszczyńskiego, który był współzałożycielem tego oddziału.

## Opis szlaku

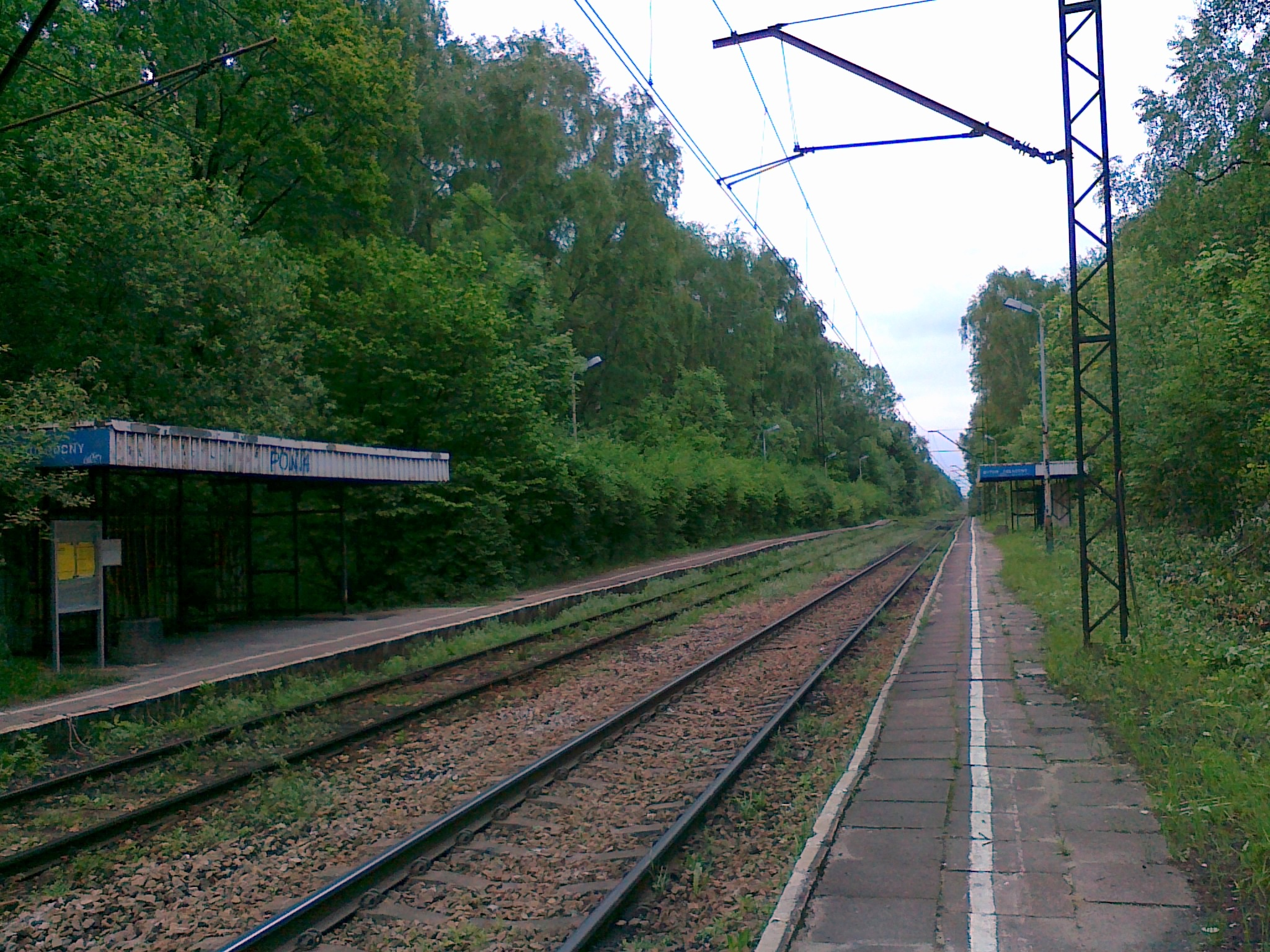
Przystanek kolejowy Bytom Północny (2013)

Wędrówka szlakiem rozpoczyna się na stacji kolejowej Bytom Północny przy ulicy Dąbrowa Miejska (zob. Dąbrowa Miejska). W tym miejscu krzyżuje się on ze Szlakiem Tysiąclecia. Następnie ścieżka biegnie przez Park im. Edmunda Osmańczyka, tuż przy ulicy Nowej i Chłopskiej w Miechowicach. W Miechowickiej Ostoi Leśnej przy dawnej drodze Ronota  prowadzącej do leśniczówki szlak krzyżuje się ze ścieżką dydaktyczną Ciekawe drzewa Lasu Miechowickiego. Dalej trasa szlaku prowadzi wzdłuż Doliny Trzech Stawów, by potem niedaleko Domu Pomocy Społecznej "Wędrowiec" skrzyżować się z ulicą Frenzla i przeciąć granicę miasta Bytom z Zabrzem.
W Zabrzu szlak prowadzi przez Rokitnicę ulicą Żniwiarzy koło boiska Sparty Zabrze, następnie przez teren PGR-u aż do skrzyżowania ulic Witosa i Składowej w Grzybowicach, gdzie łączy się ze szlakiem Husarii Polskiej.
Początek szlaku w Bytomiu (ul. Dąbrowa Miejska) znajduje się w rejonie autostrady A1.